# Шицзун (повіт)
24°49′47″ пн. ш. 103°59′42″ сх. д. / 24.82974° пн. ш. 103.99505° сх. д.
Шицзун (кит. 师宗县, пін. Shīzōng Xiàn) — один із повітів КНР у складі префектури Цюйцзін, провінція Юньнань. Адміністративний центр — містечко Даньфен.

## Географія
Шицзун лежить на висоті близько 1850 метрів над рівнем моря у центрі Юньнань-Гуйчжоуського плато.

### Клімат
Повіт знаходиться у зоні, котра характеризується океанічним кліматом субтропічних нагір'їв. Найтепліший місяць — липень із середньою температурою 19,7 °C. Найхолодніший місяць — січень, із середньою температурою 6,8 °С.
| Клімат повіту Шицзун    | Клімат повіту Шицзун | Клімат повіту Шицзун | Клімат повіту Шицзун | Клімат повіту Шицзун | Клімат повіту Шицзун | Клімат повіту Шицзун | Клімат повіту Шицзун | Клімат повіту Шицзун | Клімат повіту Шицзун | Клімат повіту Шицзун | Клімат повіту Шицзун | Клімат повіту Шицзун | Клімат повіту Шицзун |
| Показник                | Січ.                 | Лют.                 | Бер.                 | Квіт.                | Трав.                | Черв.                | Лип.                 | Серп.                | Вер.                 | Жовт.                | Лист.                | Груд.                | Рік                  |
| Середній максимум, °C   | 13,4                 | 15,9                 | 19,9                 | 23,2                 | 24,2                 | 24,2                 | 24,2                 | 24,1                 | 22,3                 | 19,5                 | 16,6                 | 13,6                 | 20,1                 |
| Середня температура, °C | 6,8                  | 8,8                  | 12,6                 | 16,1                 | 18,2                 | 19,5                 | 19,7                 | 19,2                 | 17,3                 | 14,6                 | 10,9                 | 7,4                  | 14,3                 |
| Середній мінімум, °C    | 2,5                  | 4,1                  | 7,2                  | 10,7                 | 13,9                 | 16,4                 | 16,7                 | 16                   | 14                   | 11,6                 | 7                    | 3,1                  | 10,3                 |
| Норма опадів, мм        | 19.7                 | 25.7                 | 28.1                 | 41.5                 | 121.4                | 231.7                | 240.7                | 174.4                | 123.1                | 81.4                 | 41.8                 | 18.2                 | 1147.7               |
| Вологість повітря, %    | 79                   | 73                   | 67                   | 67                   | 74                   | 82                   | 84                   | 85                   | 85                   | 85                   | 82                   | 81                   | 78.7                 |
| ----------------------- | -------------------- | -------------------- | -------------------- | -------------------- | -------------------- | -------------------- | -------------------- | -------------------- | -------------------- | -------------------- | -------------------- | -------------------- | -------------------- |
| Джерело: data.cma.cn    |                      |                      |                      |                      |                      |                      |                      |                      |                      |                      |                      |                      |                      |